# Chapelle Saint-Jérôme d'Argelès
La chapelle Saint-Jérôme d'Argelès (en catalan : Sant Jeroni) est une chapelle préromane du Xe siècle située à Argelès-sur-Mer dans le département français des Pyrénées-Orientales en région Occitanie.

## Localisation
La chapelle se dresse sur les flancs du massif des Albères, dans la région du Roussillon, dans l'extrême est des Pyrénées. Elle se situe à proximité immédiate de l'ermitage Notre-Dame-de-Vie, plus récent. Le site, situé sur une colline, offre une vue dominante sur la plaine du Roussillon. Au XXIe siècle, la chapelle est ouverte au public, dans un parc aménagé et accessible par une route carrossable puis à pied par un chemin empierré, sur quelques mètres. L'ensemble est entouré d'une forêt méditerranéenne dans laquelle dominent chênes-lièges et chênes verts.

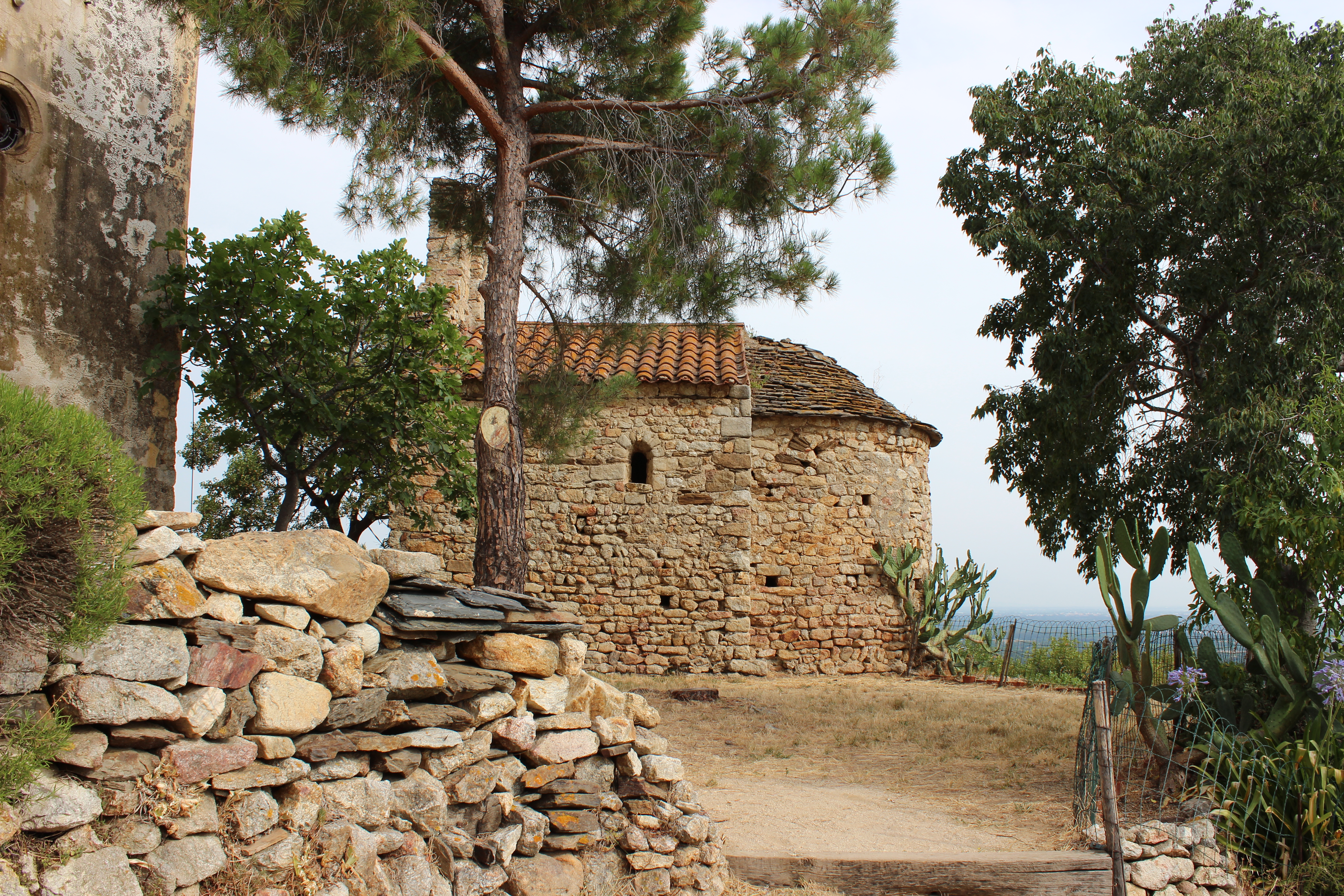
Saint-Jérôme dans son environnement, vue du sud. Le mur de gauche sur la photo fait partie de Notre-Dame-de-Vie.
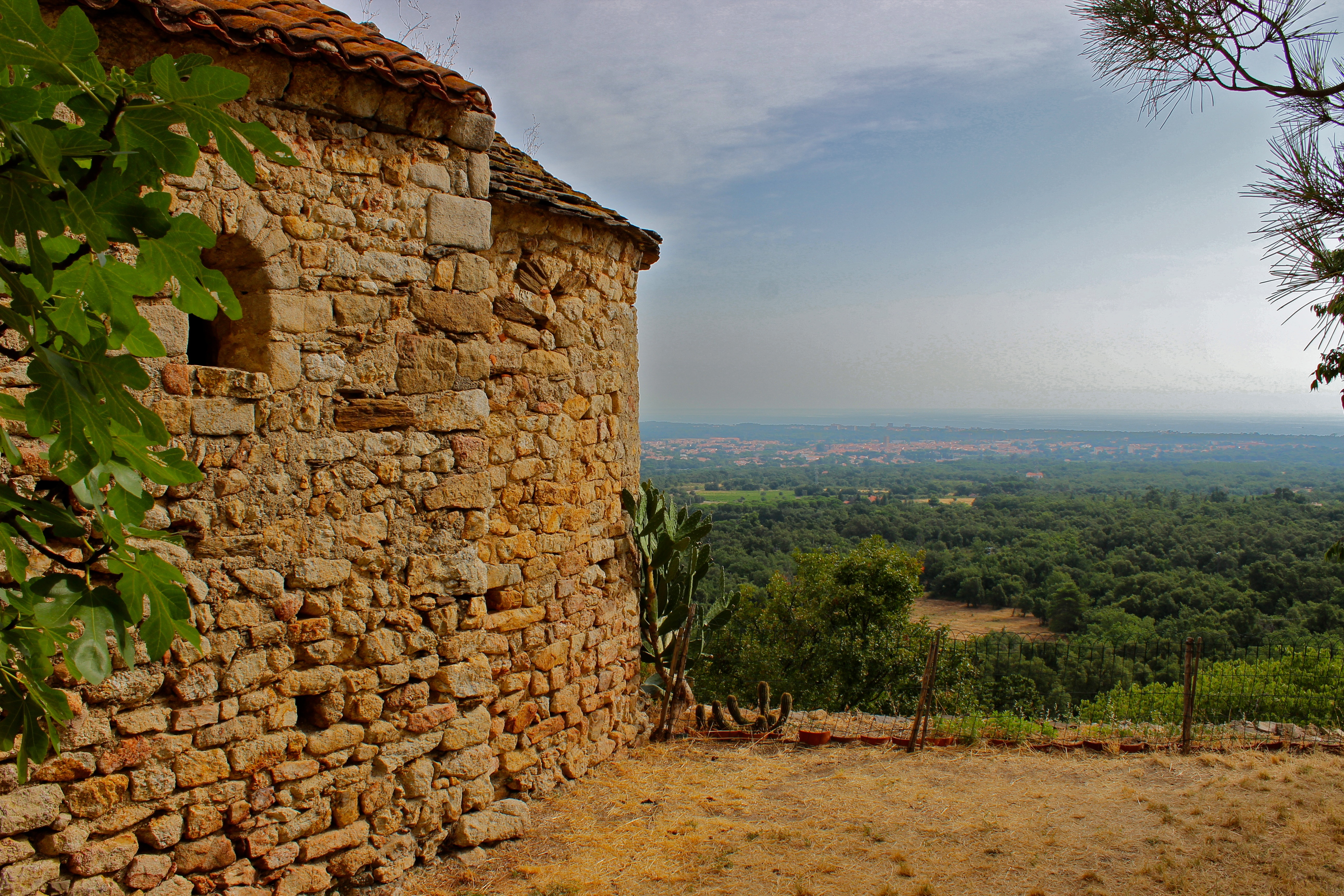
Vue de la face sud et de l'abside de Saint-Jérôme et, en arrière-plan, la plaine du Roussillon.

| \| Chapelle Saint-Jérôme d'Argelès \| Situation par rapport aux sites préromans des Pyrénées-Orientales. |
| Chapelle Saint-Jérôme d'Argelès                                                                          |

## Histoire
L'église Saint-Jérôme est probablement construite au Xe siècle.

## Architecture
L'édifice est de taille très modeste (il est long d'à peine 7,30 mètres) et se compose d'une nef rectangulaire, voûtée en berceau, terminée par une abside voûtée en cul-de-four. La façade ouest est surmontée par un clocher-mur muni d'un seul arc. La maçonnerie est constituée de pierres grossièrement taillées mais ajustées avec soin.
La porte actuelle, sur la façade occidentale, est légèrement décalée vers le sud. Elle est entourée par la trace du portail d'origine, de forme légèrement outrepassée (en forme de fer à cheval).  L'église est éclairé par trois fenêtres, toutes différentes. L'oculus rond situé au-dessus du portail, à l'ouest, et la fenêtre sud de la nef sont faits de claveaux disposés en rayon. Une fenêtre située dans l'abside, dans l'axe de l'église, est constituée d'un linteau taillé pour former un arc et posé sur deux grosses pierres servant de montants. Cette dernière est caractéristique de l'architecture préromane.

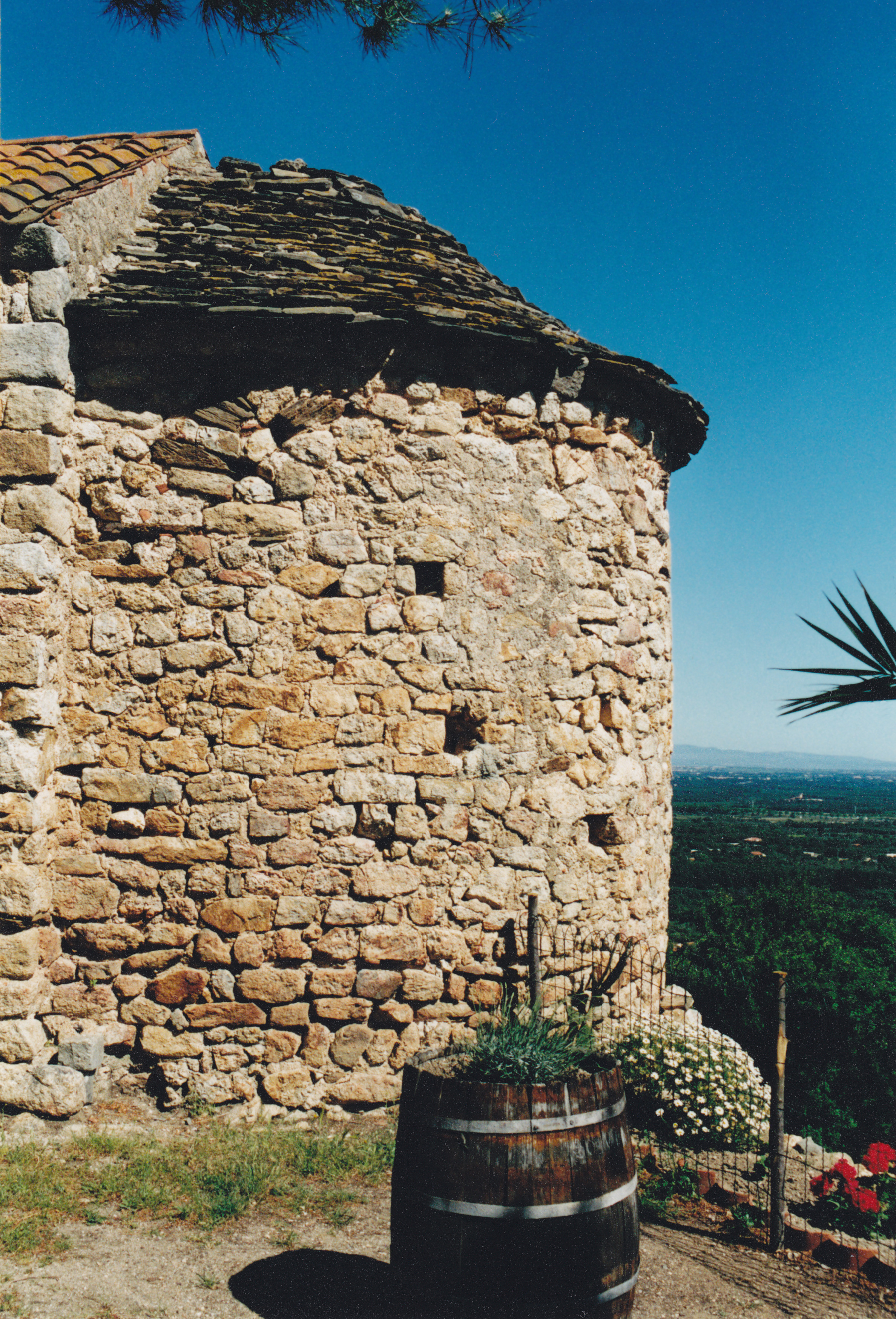
L'abside.
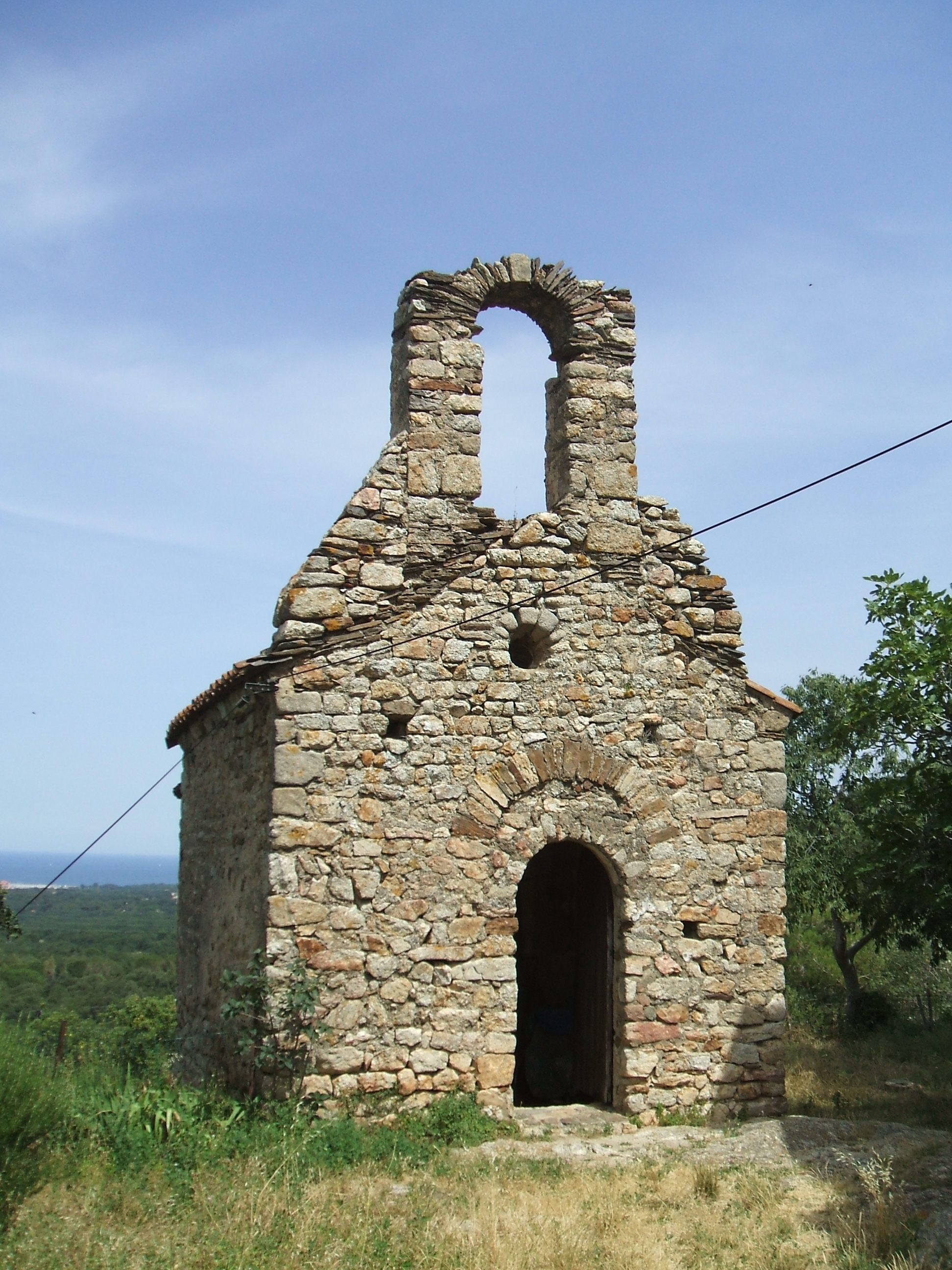
Façade ouest : clocher et portail.
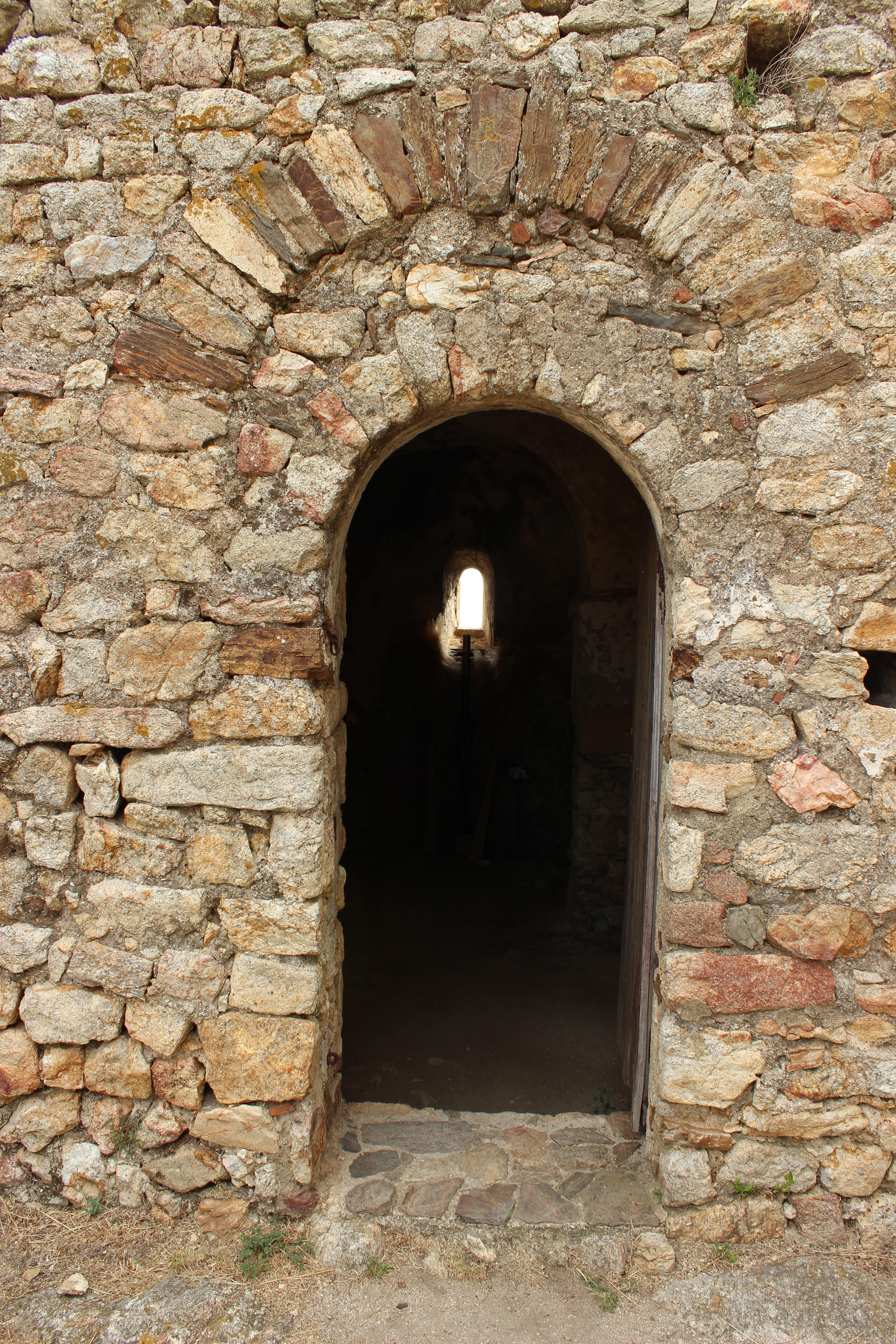
Le portail et la fenêtre de l'abside, dans l'axe de l'église.
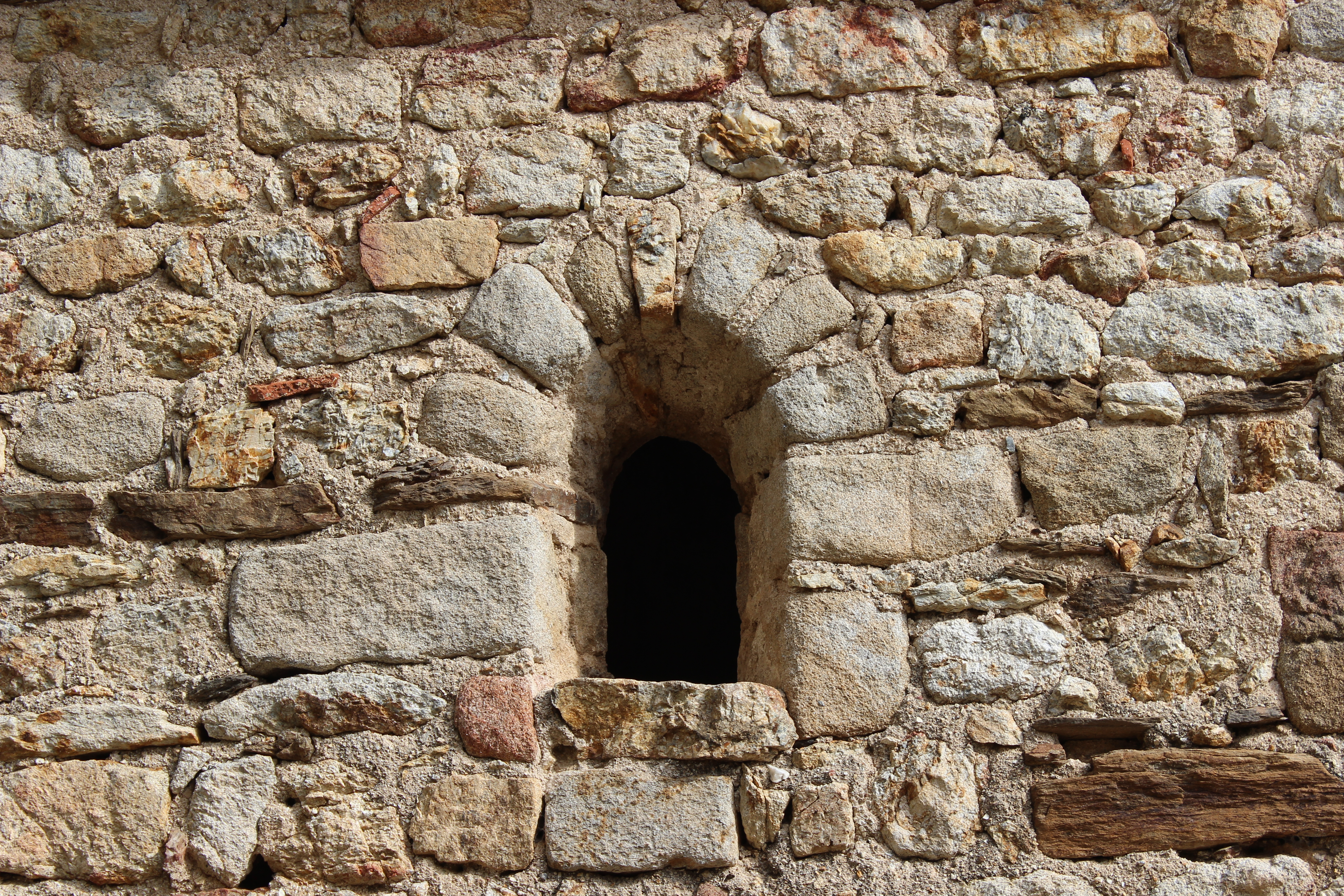
Fenêtre sud de la nef et détails de la maçonnerie.

À l'intérieur, un arc triomphal reposant sur des piédroits resserrés (autre caractéristique préromane) sépare la nef de l'abside. Les murs comportent encore un revêtement en mauvais état ainsi que de légères traces de peintures murales si mal conservées qu'il est guère possible d'identifier ce qu'elles représentent.

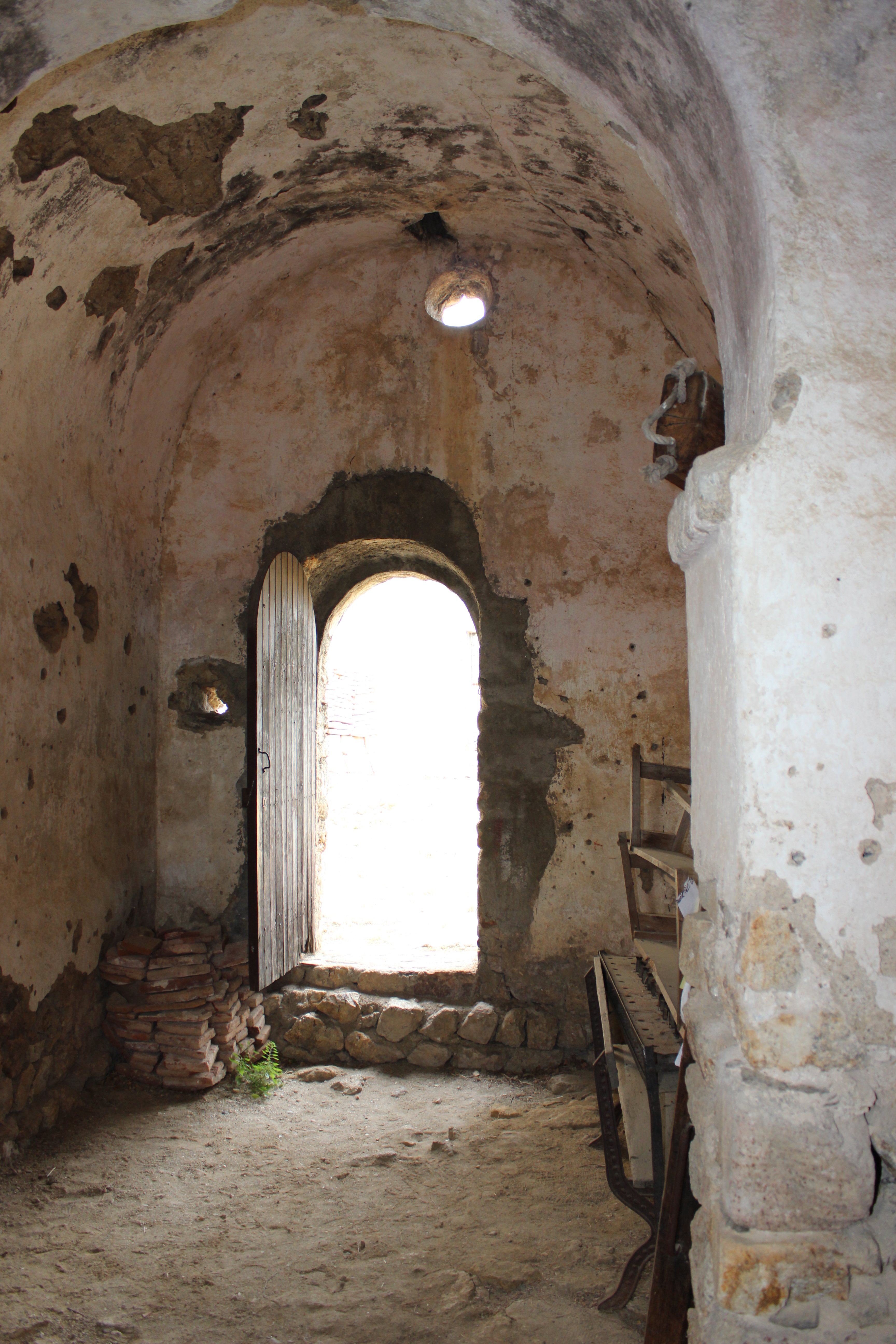
La nef. À droite au premier plan, le piédroit nord. On distingue en haut l'arc triomphal et derrière la voûte de la nef, ainsi que la porte et l'oculus.
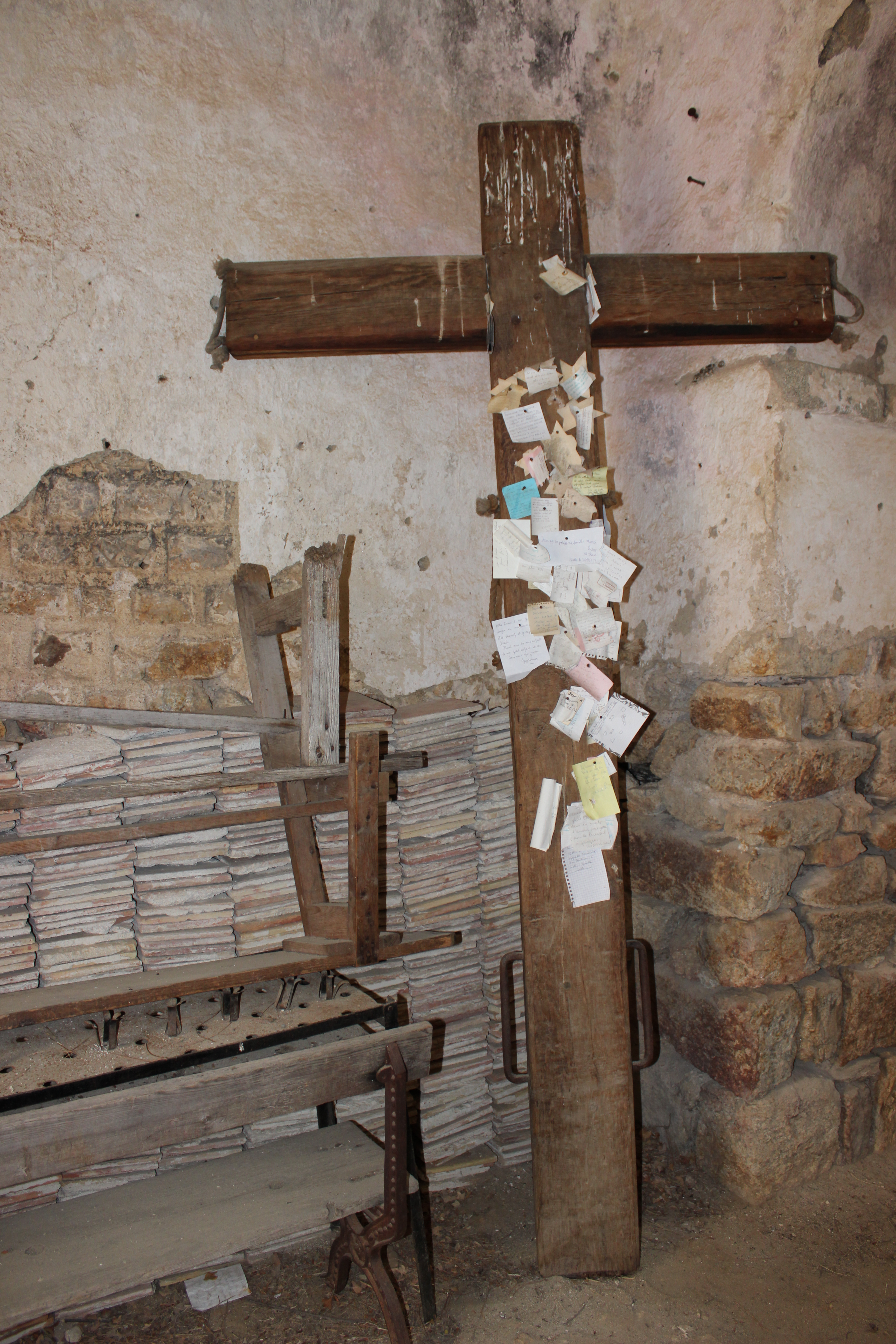
Le même piédroit nord, vu depuis la nef. La croix est parsemée d'ex-voto.
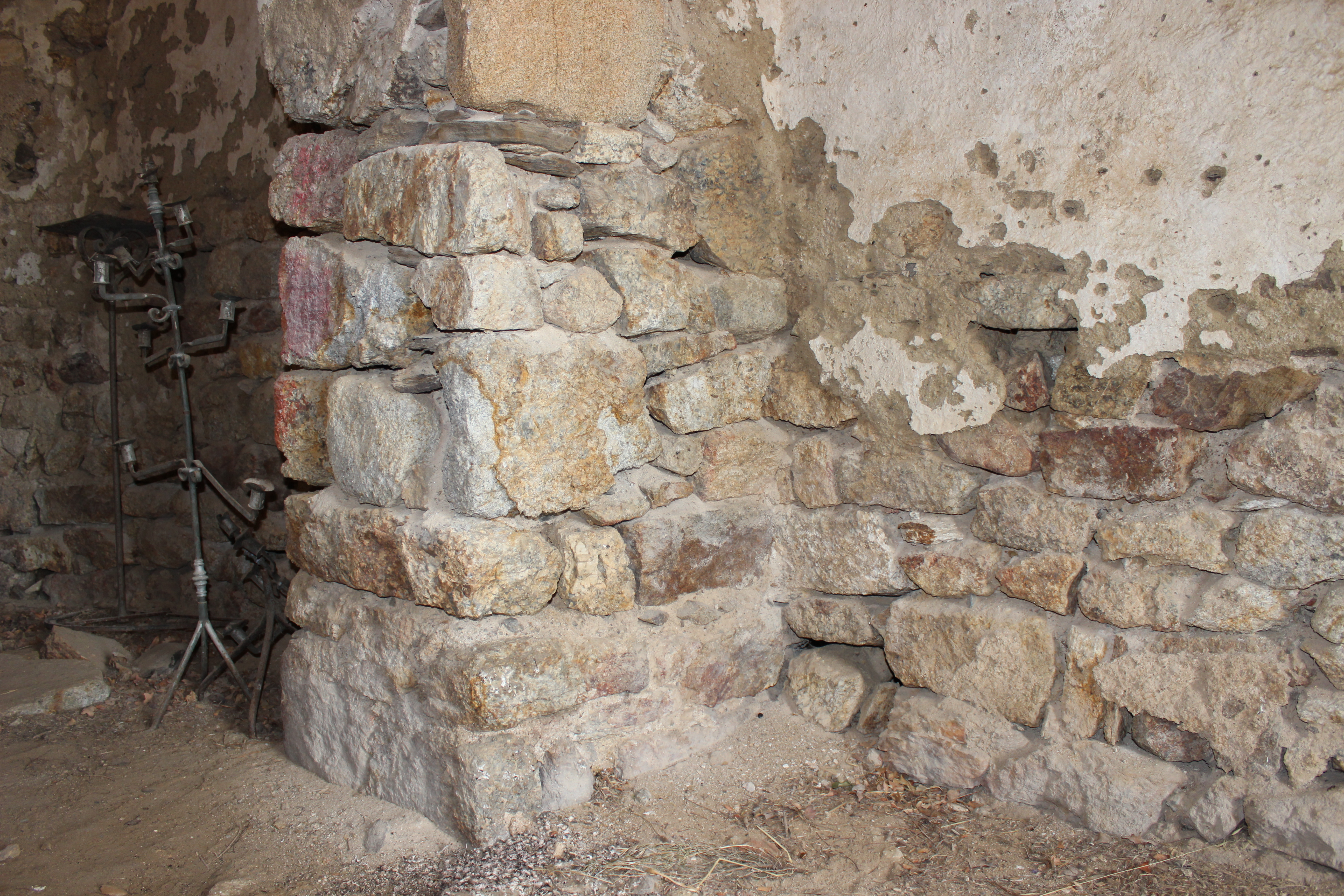
Le piédroit sud et la maçonnerie. L'abside se trouve en arrière-plan.
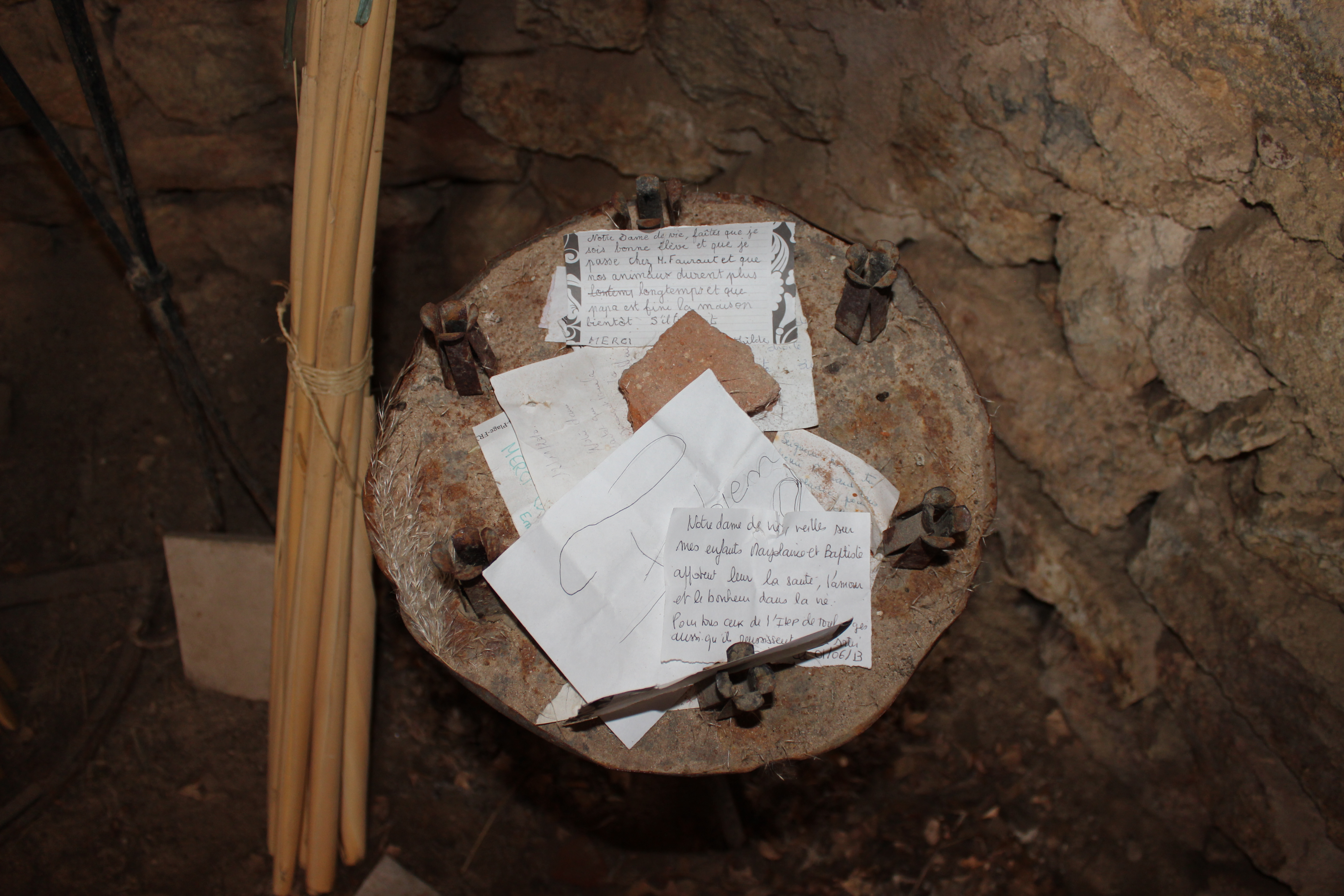
Ex-voto déposés sur un ancien chandelier dans l'abside.